# Ischalis gallaria
Ischalis gallaria är en fjärilsart som beskrevs av Walker 1860. Ischalis gallaria ingår i släktet Ischalis och familjen mätare. Inga underarter finns listade i Catalogue of Life.